# Yosef Ben-Jochannan
Yosef Alfredo Antonio Ben-Jochannan (31 de desembre de 1918, Gondar, Etiòpia) també conegut com a Dr. Ben és un historiador afrocentrista. És notable pels seus escrits i formacions sobre els jueus negres i els antics africans, i sobre com els europeus, especialment jueus blancs, s'han apropiat de la seva història i llegat. Se l'ha acusat de pseudohistòria.

## Biografia i educació
Ben-Jochannan fou fill únic de Julia Matta (jueva negra porto-riquenya) i el falasha etíop Kriston ben-Jochannan. Poc després del seu naixement, la seva família va emigrar a Saint Croix, Illes Verges dels Estats Units. Ben-Jochannan es va casar amb Gertrude M. England i és pare de 18 fills.
Ben-Jochannan fou educat a Puerto Rico, Brasil, Cuba i Espanya i es va graduar en enginyeria i antropologia cultural. El 1938, Ben-Jochannan va obtenir un BS en enginyeria civil a la Universitat de Puerto Rico i el 1939, un Màster en Arquitectura a la Universitat de l'Havana. Va obtenir el doctorat en antropologia cultural a la Universitat de l'Havana i a la Universitat de Barcelona.

## Carrera professional
Ben-Jochannan va immigrar als Estats Units a principis dels anys 40 del segle xx. Treballà com a dibuixant i va continuar els seus estudis. El 1945 fou nomenat president del Comitè d'Estudis Africans de la UNESCO, càrrec que va ocupar fins al 1970. El 1950, Ben-Jochannan va començar a ensenyar egiptologia al Malcolm King College i posteriorment ho feu al City College de Nova York. Entre el 1976 i el 1987 fou professor adjunt de la Universitat Cornell.
Ben-Jochannan és autor de 49 llibres, sobretot sobre l'antic Egipte i el seu impacte sobre les cultures occidentals. Ben-Jochannat és fluent en anglès, castellà, portuguès, italià, ge'ez i àrab i sap llegir grec antic i jeroglífic egipci. En els seus escrits, Ben Jochannan argüeix que els jueus originals eren negres africans d'Etiòpia i que els jueus blancs van adoptar posteriorment la seva fe i costums.
Ben-Jochannan ha fet diverses aparicions en programes televisius.
Ben-Jochannnan ha estat criticat per distorsionar la història i promoure la supremacia negra. Al febrer del 1993, la professora Mary Lefkowitz va criticar que era impossible que Aristòtil visités la Biblioteca d'Alexandria perquè aquesta es va construir posteriorment.
El 2002, Ben-Jochannan va donar la seva biblioteca personal de més de 35.000 volums i manuscrits a Nació de l'Islam.

## Obres
- African Origins of Major Western Religions
- We the Black Jews
- Black Man of the Nile and His Family
- Africa: Mother of Western Civilization
- New Dimensions in African History
- The Myth of Exodus and Genesis and the Exclusion of Their African Origins
- Abu Simbel to Ghizeh: A Guide Book and Manual